# Bitwa pod Valmy
Bitwa pod Valmy – bitwa, która powstrzymała ofensywę austriacko-pruską podczas wojny z Francją 20 września 1792 roku. Wycofanie się − w jej rezultacie − Prusaków z wojny ocaliło Francję przed możliwą inwazją i ugruntowało w Europie przekonanie o sile francuskiego rewolucyjnego rządu. Była to pierwsza bitwa, w której zwyciężyła zasada levée en masse.

## Podłoże
Wybuch rewolucji francuskiej spowodował ucieczkę z kraju wielu rojalistów, w tym arystokratów i ponad 6000 oficerów armii królewskiej. Monarchowie europejscy z obawą obserwowali rozwój sytuacji we Francji obawiając się, że podobne ruchy rewolucyjne mogą rozpocząć się również w ich państwach. W sierpniu 1791, na usilne prośby emigrantów francuskich, król Prus Fryderyk Wilhelm II wszedł w alians z cesarzem Leopoldem II z zamiarem zdławienia rewolucji. Otrzymali moralne i finansowe wsparcie monarchów Rosji, Szwecji i Hiszpanii.
W lutym 1792 ogłoszono oficjalnie powstanie koalicji, do której przyłączyła się Sabaudia. W odpowiedzi francuskie Zgromadzenie Narodowe wypowiedziało w kwietniu wojnę Austrii. Tymczasem nastąpiło coś, czego nikt się nie spodziewał: wobec ucieczki wielu oficerów, w nowej armii francuskiej masowo awansowali doświadczeni podoficerowie, a w szeregi zaciągali się ochotnicy zwabieni nadzieją łatwego awansu („buława w plecaku”), a rewolucyjna armia rosła w siłę, choć szeregowemu żołnierzowi brak było zaprawy i ostrzelania.

## Wojna
Wojna rozpoczęła się atakiem Armii Północy Dumourieza na Niderlandy Austriackie. Początkowo nieostrzelani rekruci francuscy przy każdym starciu z przeciwnikiem rzucali się do ucieczki, co przekonało pruskich i austriackich dowódców, że podbój Francji będzie łatwy. Gdy armie austriacko-pruskie przekroczyły granicę, sytuacja uległa zmianie.
Uderzenia miały dokonać trzy równolegle prowadzone zgrupowania armijne. Karol Brunszwicki, na czele 42 tysięcy Prusaków, 5 tysięcy Hesów i około 8 tysięcy francuskich emigrantów, maszerował z Koblencji w kierunku Lotaryngii. Na północ od niego szedł 15-tysięczny korpus austriacki z Belgii, a na południe inny korpus austriacki w sile 14 tysięcy ludzi. Wszystkie trzy armie miały wejść do Francji między Armią Północy Dumourieza i Armią Centrum Kellermanna.
Dumouriez, po krótkim a bezskutecznym oporze w Lesie Argońskim, wycofał się na dogodne pozycje pod Sainte-Menehould. Jego artyleria stanęła w pobliżu młyna w Valmy.

## Bitwa
20 września książę brunszwicki, zajmujący pozycję na wzgórzu La Lune, na polecenie zniecierpliwionego Fryderyka Wilhelma II wydał piechocie rozkaz frontalnego natarcia. Poprzedzony ogniem artyleryjskim miał on zmusić do ucieczki armię rewolucyjną. Francuskie oddziały nie ustąpiły. Kellerman skutecznie zmotywował żołnierzy okrzykami "Niech żyje Naród!" oraz intonowaniem Marsylianki. Dowódca pruski nie odważył się dać rozkazu do ataku. Bitwa była w rzeczywistości pojedynkiem artyleryjskim zakończonym wraz z pojawieniem się ulewnego deszczu o godzinie 18.

## Rezultaty
Po wycofaniu się z pola bitwy, książę brunszwicki wycofał się także z Francji. Powody są przedmiotem domysłów i wymienia się: osłabienie armii dyzenterią, świadomość nadciągających dziesiątków tysięcy posiłków francuskich wobec planowanej wcześniej szybko wygranej wojny. Wymienia się też chęć zabezpieczania granic Prus, gdy 26 lipca Polska poddała się  Rosji w wojnie o obronę Konstytucji 3 maja. Francuscy emigranci podejrzewali przekupstwo księcia brunszwickiego.
Wielu historyków wojskowości uznaje, że była to jedna z przełomowych bitew w historii. Także Goethe, naoczny świadek bitwy, stwierdził, że otworzy ona nową epokę w dziejach świata. Po Valmy do walki stawały nie małe armie zawodowców dowodzone przez arystokratów-oficerów, a całe narody, co oznacza narodziny europejskich nacjonalizmów. Zmianie ulec miała taktyka z mobilną artylerią i piechotą atakującą nie w szyku liniowym, a kolumnami, co pozwalało na dokonywanie wyłomów we froncie przeciwnika.

## Upamiętnienie
Bitwa ta jest wymieniona na Łuku Triumfalnym w Paryżu.